# Argostemma epitrichum
Argostemma epitrichum är en måreväxtart som beskrevs av Theodoric Valeton. Argostemma epitrichum ingår i släktet Argostemma och familjen måreväxter. Inga underarter finns listade i Catalogue of Life.